# Lothar Kobluhn
Lothar Kobluhn (12. dubna 1943, Oberhausen – 21. ledna 2019) byl německý fotbalový záložník a nejlepší střelec německé fotbalové Bundesligy ze sezóny 1970/71.

## Klubová kariéra
Hrál za německé kluby BV Osterfeld, Rot-Weiß Oberhausen a SG Wattenscheid 09.

## Individuální úspěchy
- 1× nejlepší střelec německé Bundesligy v dresu Rot-Weiß Oberhausen (1970/71 – 24 gólů)[1]